# Tino Tabak
Tino Tabak   (Bergen, 6 de maig de 1946) és un exciclista neerlandès que va córrer al Tour de França als anys setanta. Fou professional entre 1971 i 1978. El seu principal èxit va ser la victòria al Campionat dels Països Baixos en ruta. El 1970 aconseguí la medalla de bronze al Campionat del món en ruta en la contrarellotge per equips. Als Jocs de la Commonwealth de 1966 va competir a la cursa de carretera, arribant al 15è lloc. El 1971 es va convertir en professional i va competir al Tour de França, col·locant-se entre els deu primers en dues etapes, i Jock Wadley el va definir com "La revelació del Tour".

## Palmarès
Palmarès.
- 1965
  -  Campió de Nova Zelanda en ruta
  - 1r al Tour de Southland
- 1966
  - 1r al Tour de Southland
- 1967
  - 1r al Tour de Southland
- 1970
  - 1r a la Volta a Holanda del Nord
- 1972
  -  Campió dels Països Baixos en ruta
  - 1r al Circuit de les Ardenes flamenques - Ichtegem
  - Vencedor d'una etapa a la Setmana Catalana
  - 1r al Acht van Chaam
- 1973
  - 1r al Gran Premi de Canes
- 1974
  - 1r al Omloop van het Waasland
  - 1r a la Ronde van Midden-Zeeland
- 1975
  - 1r al Acht van Chaam

### Resultats a la Volta a Espanya
- 1971. 37è de la classificació general

### Resultats al Tour de França
- 1971. Abandona (10a etapa)
- 1972. 18è de la classificació general
- 1973. Abandona (9a etapa)
- 1976. Expulsat (16a etapa)